# Меркурий (митология)
Вижте пояснителната страница за други значения на Меркурий.
Меркурий е крилатият пратеник на боговете, според митологията в Древен Рим. Гръцкият му еквивалент е Хермес. Покровител на търговците, бегачите на дълги разстояния, крадците и приходите, син на Мая и Юпитер.
Храмът на Меркурий в Големият Цирк бил построен през през 495 пр. Хр. Това било подходящо място понеже бил бог на пътуването и търговията, а Големият Цирк бил голям център и на търговски дейности освен на състезания.